# چرمی کوه سفید
چرمی کوه سفید، روستایی در دهستان سینکان بخش مرکزی شهرستان گلشن در استان سیستان و بلوچستان ایران است.

## جمعیت
بر پایه سرشماری عمومی نفوس و مسکن در سال ۱۳۹۵، جمعیت این روستا برابر با ۱۴ نفر (۴ خانوار) بوده‌است.